# Окупація Сербії (Перша світова війна)
Окупація Сербії в Першій світовій війні — військова окупація Королівства Сербія у 1915—1918 роках. Восени 1915 року Сербія після тотального розгрому своїх військ арміями Центральних держав та відступу залишків свого війська до Адріатичного узбережжя була розділена на австро-угорську, болгарську та німецьку окупаційні зони. Цивільне населення зазнавало різних репресій, зокрема масового інтернування, примусової праці та політики денаціоналізації, що спричинило сербське повстання на початку 1917 р.

## Історія
Збройні сили Австро-Угорщини та Болгарії окупували Сербію з кінця 1915 року і утворили окупаційну владу, яка проіснувала до кінця Першої світової війни. Оголошення Австро-Угорщиною війни Сербії 28 липня 1914 року ознаменувало початок війни. Після трьох невдалих австро-угорських наступів у серпні, вересні та грудні 1914 року, в жовтні 1915 року об'єднаний австро-угорський і німецький наступ прорвав сербський фронт з півночі та заходу, тоді як Болгарія атакувала з південного сходу. До січня 1916 р. вся Сербія була окупована Центральними державами.
Сербія була розділена на дві окремі окупаційні зони: болгарську та австро-угорську, обидві керувалися військовими адміністраціями. Німеччина відмовилася безпосередньо анексувати будь-яку сербську територію і замість цього взяла під контроль залізниці, шахти, а також лісові та сільськогосподарські ресурси в обох окупованих зонах. Австро-угорська окупаційна зона охоплювала північні три чверті Сербії. Нею керувала Військове генерал-губернаторство, адміністрація, створена австро-угорською армією з військовим губернатором на чолі, заступником якого був цивільний комісар. Метою нової адміністрації стало запровадження заходів щодо денаціоналізації сербського населення та перетворенні окупованих земель на територію, з якої можна було черпати продовольство та використовувати економічні ресурси.
На додаток до військової правової системи, яка забороняла будь-які політичні організації, забороняла громадські зібрання та брала під свій контроль школи, австро-угорській армії було дозволено вводити воєнний стан, захоплювати заручників, спалювати села під час каральних рейдів та жорстоко придушувати повстання, що часто здійснювалося з публічними повішеннями та розстрілами без надзвичайних обставин. Під час окупації від 150 000 до 200 000 чоловіків, жінок і дітей було депортовано до спеціально побудованих таборів для інтернованих та концентраційних таборів в Австро-Угорщині, зокрема Маутгаузен в Австрії, Добой в Боснії та Надьмедьєр, Арад і Кечкемет в Угорщині.
У вересні 1918 року війська союзників на чолі з 2-ю сербською армією та югославською добровольчою дивізією прорвали Салоніцький фронт, що призвело до капітуляції Болгарії 30 вересня, після чого до кінця жовтня пройшло швидке звільнення Сербії та відступ усіх австро-угорських військ, що перебували на окупованій території на північ. До 1 листопада 1918 року вся довоєнна Сербія була звільнена, що поклало край окупації.